# Коропчик
Коро́пчик — село в Україні, у Золочівському районі Львівської області. Населення становить 46 осіб. Колишній орган місцевого самоврядування - Сновицька сільська рада.